# ハロー!SATOYAMAライフ
『ハロー!SATOYAMAライフ』（ハロー!サトヤマライフ）は、テレビ東京で2012年6月7日から2013年12月26日（BSジャパン(現・BSテレ東)では2012年6月9日から2013年12月28日）まで放送されていた教養バラエティ番組である。全80回。

## 概要
ハロプロメンバーが自然広がる「里山-SATOYAMA-」で農業やアウトドアなどの体験を通し、様々なカルチャーやライフスタイルを学び提案していく番組。

## 出演者
- モーニング娘。
- Berryz工房
- ℃-ute
- スマイレージ
- 光井愛佳
- Juice=Juice
- SATOYAMA movement

ピーベリー、DIY♡、GREEN FIELDS、ハーベスト、田﨑あさひ、ジュリン
- SATOUMI movement

ダイヤレディー、メロウクアッド、HI-FIN
- あいざわ元気（ナレーション、2013年7月4日放送分から）

過去の出演者
- 真野恵里菜（2013年2月21日放送分まで）
- 篠田潤子（ナレーション、2013年6月27日放送分まで）

## 放映リスト
| 回 | 放送日         | 放送内容 / 出演者 |
| -- | -------------- | --- |
| 1  | 2012年 6月7日  | - ハロプロメンバーが農業に挑戦 ： 飯窪春菜、石田亜佑美（以上モーニング娘。）、光井愛佳、中島早貴（℃-ute）、福田花音、和田彩花（以上スマイレージ） |
| 2  | 6月14日        | - ハロプロメンバーが農業に挑戦 ： 飯窪春菜、石田亜佑美（以上モーニング娘。）、光井愛佳、中島早貴（℃-ute）、福田花音、和田彩花（以上スマイレージ） - ないしょの話 ： 中島早貴（℃-ute）、飯窪春菜（モーニング娘。） - Berryz工房×℃-ute新曲「超HAPPY SONG」MV撮影現場 |
| 3  | 6月21日        | - ハロプロメンバーが農業に挑戦 ： 矢島舞美、中島早貴（以上℃-ute）、飯窪春菜（モーニング娘。） - 江戸川区で課外授業「江戸川区で小松菜を学ぶ」 ： 真野恵里菜、光井愛佳、矢島舞美（℃-ute）、譜久村聖（モーニング娘。） |
| 4  | 6月28日        | - 江戸川区で課外授業「小松菜屋敷で小松菜の歴史に触れる／江戸風鈴作り」 ： 真野恵里菜、光井愛佳、矢島舞美（℃-ute）、譜久村聖（モーニング娘。） |
| 5  | 7月5日         | - ハロプロメンバーが農業に挑戦 ： 徳永千奈美、須藤茉麻（以上Berryz工房）、矢島舞美（℃-ute）、石田亜佑美（モーニング娘。） - 江戸川区で課外授業「風鈴に色付け／小松菜うどん作り」 ： 真野恵里菜、光井愛佳、矢島舞美（℃-ute）、譜久村聖、飯窪春菜（以上モーニング娘。） - 江戸川区で小松菜スイーツデート ： 光井愛佳、飯窪春菜（モーニング娘。） |
| 6  | 7月12日        | - ハロプロメンバーがDIY ： 徳永千奈美、須藤茉麻（以上Berryz工房）、矢島舞美（℃-ute）、石田亜佑美（モーニング娘。） - ハロプロメンバーが農業に挑戦 ： 飯窪春菜、石田亜佑美（以上モーニング娘。）、福田花音、和田彩花（以上スマイレージ）、中島早貴（℃-ute）、光井愛佳 - モーニング娘。50thシングル「One・Two・Three/The 摩天楼ショー」リリースイベント |
| 7  | 7月19日        | - ハロプロメンバーがDIY ： 徳永千奈美、須藤茉麻（以上Berryz工房）、矢島舞美（℃-ute）、石田亜佑美（モーニング娘。） - ハロプロメンバーが農業に挑戦 ： 飯窪春菜（モーニング娘。）、中島早貴、矢島舞美（以上℃-ute） |
| 8  | 7月26日        | - ハロプロメンバーが農業に挑戦 ： 飯窪春菜、石田亜佑美（以上モーニング娘。）、和田彩花（スマイレージ）、中島早貴、矢島舞美（以上℃-ute）、光井愛佳 - Hello!Project 誕生15周年記念ライブ2012夏がスタート「新ユニット誕生／真野恵里菜ハロプロ卒業発表」 |
| 9  | 8月2日         | - ハロプロメンバーが農業に挑戦 ： 飯窪春菜、石田亜佑美（以上モーニング娘。）、中島早貴、矢島舞美（以上℃-ute）、福田花音、和田彩花（以上スマイレージ） - ないしょの話 ： 矢島舞美（℃-ute）、和田彩花（スマイレージ） |
| 10 | 8月9日         | - 農業「畑に台風直撃…℃-ute矢島が奮闘」 ： 矢島舞美（℃-ute） - ハロプロが里山の夏祭りを盛り上げる ： 徳永千奈美、須藤茉麻（以上Berryz工房）、 宮本佳林 、金子りえ、田口夏実（以上ハロプロ研修生）、光井愛佳 |
| 11 | 8月16日        | - 農業「スイカが鳥に狙われた!徳永が奮闘／育てた野菜を初出荷」 ： 徳永千奈美（Berryz工房）、中島早貴（℃-ute）、光井愛佳 - ないしょの話 ： 和田彩花、福田花音（以上スマイレージ） - 8月22日リリース!MV撮影 スマイレージ「好きよ、純情反抗期。」 |
| 12 | 8月23日        | - 夏恒例!ハロプロライブSP「有機野菜も販売、全ユニットが新曲を披露、新ユニット発表、超ロングメドレー」 - モーニング娘。11期メンバー「スッピン歌姫」オーディションNews |
| 13 | 8月30日        | - 夏の収穫祭に向けてベンチ＆テーブルを作ろう ： 徳永千奈美（Berryz工房）、光井愛佳 - 9月5日リリース!MV撮影 ℃-ute「会いたい 会いたい 会いたいな」 - 農業「ハロプロ夏の収穫祭」 ： 飯窪春菜、石田亜佑美（以上モーニング娘。）、中島早貴（℃-ute）、福田花音（スマイレージ）、光井愛佳 |
| 14 | 9月6日         | - 農業「ハロプロ夏の収穫祭!とれたて野菜でカレー＆BBQ」 ： 飯窪春菜、石田亜佑美（以上モーニング娘。）、中島早貴（℃-ute）、福田花音（スマイレージ）、光井愛佳 - ないしょの話 ： 矢島舞美、中島早貴（以上℃-ute） |
| 15 | 9月13日        | - おしゃれなエコヴィレッジで課外授業 ： 徳永千奈美、須藤茉麻（以上Berryz工房）、中島早貴（℃-ute） - モーニング娘。11期メンバー スッピン歌姫オーディション合宿審査 - 9月10日は℃-uteの日!毎年恒例のイベントで新曲披露 |
| 16 | 9月20日        | - モーニング娘。11期メンバー緊急発表 - おしゃれなエコヴィレッジで課外授業 ： 徳永千奈美、須藤茉麻（以上Berryz工房）、中島早貴（℃-ute） - 里山ざっくりキッチン ： 光井愛佳、和田彩花（スマイレージ）、鞘師里保（モーニング娘。） |
| 17 | 9月27日        | - モーニング娘。11期メンバー スッピン歌姫誕生!小田さくら 13歳 |
| 18 | 10月4日        | - ハロプロメンバーが農業に挑戦 ： 光井愛佳、徳永千奈美（Berryz工房）、和田彩花（スマイレージ） - モーニング娘。11期メンバー決定「公開ゲネプロの舞台裏／秋ツアー初日に密着」 |
| 19 | 10月11日       | - ウッドデッキ作りにチャレンジ ： 徳永千奈美（Berryz工房）、光井愛佳 - モーニング娘。新曲MV撮影に密着 51stシングル「ワクテカ Take a chance」 |
| 20 | 10月18日       | - ウッドデッキ作りにチャレンジ ： 徳永千奈美（Berryz工房）、光井愛佳 - 新ユニット!ピーベリー「キャベツ白書」MV撮影に密着 ： 和田彩花（スマイレージ）、鞘師里保（モーニング娘。） |
| 21 | 10月25日       | - ウッドデッキ作り!いよいよ完成!／ウッドデッキ完成でBBQパーティー ： 光井愛佳、徳永千奈美（Berryz工房）、和田彩花、福田花音（以上スマイレージ） - 新ユニット!DIY♡ 「フォレフォレ～Forest For Rest～」MV撮影に密着 ： 徳永千奈美、夏焼雅（以上Berryz工房）、矢島舞美、中島早貴（以上℃-ute）、飯窪春菜（モーニング娘。） |
| 22 | 11月1日        | - 農業「大豆をまいてみる／枝豆とサツマイモの収穫」 ： 矢島舞美、中島早貴（以上℃-ute）、飯窪春菜（モーニング娘。）、徳永千奈美（Berryz工房）、鈴木愛理（℃-ute） - モーニング娘。世界握手会 in タイ - 新ユニット!GREEN FIELDS 「Boys be ambitious!」MV撮影に密着 ： 清水佐紀（Berryz工房）、光井愛佳、宮崎由加 |
| 23 | 11月8日        | - 地域おこし協力隊に会いに行こう「茨城県でそば収穫／こんにゃく芋を学ぶ」 ： 矢島舞美、中島早貴（以上℃-ute）、福田花音（スマイレージ）、宮崎由加 - 新ユニット!ハーベスト「フォレストタイム」MV撮影に密着 ： 生田衣梨奈、石田亜佑美、佐藤優樹（以上モーニング娘。）、竹内朱莉（スマイレージ） - 食の祭典に１日限定ユニット?! ステージで熱唱 ： スマイレージ、光井愛佳、宮崎由加 |
| 24 | 11月15日       | - 地域おこし協力隊に会いに行こう「伝統のこんにゃく作りを体験／地域おこし協力隊ってどんな生活?」 ： 矢島舞美、中島早貴（以上℃-ute）、福田花音（スマイレージ）、宮崎由加 - SATOYAMA日帰りバスツアー in 常陸太田 |
| 25 | 11月22日       | - 地域おこし協力隊に会いに行こう「わら草履作りを体験」 ： 矢島舞美、中島早貴（以上℃-ute）、福田花音（スマイレージ）、宮崎由加 - 11月28日リリース、スマイレージ「寒いね。」MV撮影に密着! - モーニング娘。田中れいな卒業発表＆バンドメンバー初お披露目 - 田中れいな卒業発表、メンバーたちの心境は･･･ ： 道重さゆみ、工藤遥、佐藤優樹、譜久村聖、鞘師里保（以上モーニング娘。） |
| 26 | 11月29日       | - 地域おこし協力隊に会いに行こう「郷土料理作りを学ぶ」 ： 矢島舞美、中島早貴（以上℃-ute）、福田花音（スマイレージ）、宮崎由加 - ファンと一緒に里山体験 in 常陸太田 ： 生田衣梨奈、鞘師里保、石田亜佑美、佐藤優樹（以上モーニング娘。）、清水佐紀（Berryz工房）、矢島舞美、中島早貴、鈴木愛理（以上℃-ute）、和田彩花、福田花音、竹内朱莉（以上スマイレージ）、光井愛佳、宮崎由加 |
| 27 | 12月6日        | - ガーデンハウス作りにチャレンジ「突然の大雨!どうなる?／夜は鍋パーティー」 ： 徳永千奈美、須藤茉麻（以上Berryz工房）、中島早貴、岡井千聖、（以上℃-ute）、福田花音（スマイレージ）、光井愛佳、宮崎由加 - 農業「イチゴの苗を植える」 ： 須藤茉麻（Berryz工房）、福田花音（スマイレージ） |
| 28 | 12月13日       | - 農業「カブの種をまいてみる」 ： 須藤茉麻（Berryz工房）、中島早貴（℃-ute）、福田花音（スマイレージ）、宮崎由加 - ガーデンハウス作りでお泊り「宮崎由加をもっと知ろう／パジャマトークで盛り上がる」 ： 須藤茉麻（Berryz工房）、中島早貴（℃-ute）、福田花音（スマイレージ）、宮崎由加 - Berryz工房12月19日リリース「WANT!」MV撮影に密着 |
| 29 | 12月20日       | - 里山でおしゃれな家作り 完成はいつになるのか!? ： 須藤茉麻（Berryz工房）、中島早貴（℃-ute）、福田花音（スマイレージ）、宮崎由加 - 農業「春菊の種をまいてみる」 ： 須藤茉麻（Berryz工房）、福田花音（スマイレージ） |
| 30 | 12月27日       | - Hello!Project 誕生15周年記念ライブ2013冬 1月2日 モーニング娘。新メンバーデビュー ： 小田さくら（モーニング娘。） - 里山でおしゃれな家作り／里山にピザ窯を作ろう! ： 須藤茉麻（Berryz工房）、中島早貴（℃-ute）、福田花音（スマイレージ）、宮崎由加 - Hello!Project 誕生15周年記念ライブ2013冬 1月2日スタート! ： 田中れいな、譜久村聖、鞘師里保（以上モーニング娘。） |
| 31 | 2013年 1月10日 | - Hello!Project 誕生15周年記念ライブ2013冬「新メンバー小田さくらデビューに密着／各ユニットが新曲を初披露」 - ガーデンハウスの屋根を作る ： 須藤茉麻（Berryz工房）、中島早貴（℃-ute）、福田花音（スマイレージ） - ハロプロライブ終演後の感想 ： 道重さゆみ（モーニング娘。）、清水佐紀（Berryz工房）、真野恵里菜 |
| 32 | 1月17日        | - ガーデンハウスの屋根を作る ： 須藤茉麻（Berryz工房）、中島早貴（℃-ute）、福田花音（スマイレージ） - モーニング娘。1月23日リリース「Help me!!」MV撮影に密着 - ガーデンハウス完成を目指す ： 須藤茉麻（Berryz工房）、中島早貴、岡井千聖（以上℃-ute）、譜久村聖、鈴木香音、飯窪春菜、工藤遥（以上モーニング娘。） |
| 33 | 1月24日        | - ハンモックをかけるパーゴラ作り／ガーデンハウス完成記念パーティー ： 須藤茉麻（Berryz工房）、中島早貴、岡井千聖（以上℃-ute）、譜久村聖、鈴木香音、飯窪春菜、工藤遥（以上モーニング娘。） |
| 34 | 1月31日        | - 地域おこし協力隊に会いにいこう「山形ガールズ農場」 ： 矢島舞美、中島早貴（以上℃-ute）、光井愛佳、宮崎由加 - モーニング娘。リリースイベントNEWS、5月21日武道館で田中れいな卒業決定 - 2月6日リリース! ℃-ute 「この街」MV撮影 - モーニング娘。「Help me!!」ファンに感謝!オリコンウィークリーチャート1位 ： 飯窪春菜、石田亜佑美、佐藤優樹、工藤遥、小田さくら（以上モーニング娘。） |
| 35 | 2月7日         | - 地域おこし協力隊に会いにいこう「大根を使ったプリン作りに挑戦」 ： 矢島舞美、中島早貴（以上℃-ute）、光井愛佳、宮崎由加 - 3月2・3日パシフィコ横浜でひな祭りフェス＆イベント開催 メンバー大集合で企画会議 ： 道重さゆみ、鞘師里保、飯窪春菜、石田亜佑美（以上モーニング娘。）、清水佐紀、嗣永桃子、徳永千奈美、須藤茉麻（以上Berryz工房）、矢島舞美、中島早貴（以上℃-ute）、和田彩花、福田花音、竹内朱莉（以上スマイレージ）、光井愛佳、宮崎由加 |
| 36 | 2月14日        | - 地域おこし協力隊に会いにいこう「築100年の蔵民宿にお泊り」 ： 矢島舞美、中島早貴（以上℃-ute）、光井愛佳、宮崎由加 - 仲良くハンモックデート ： 和田彩花（スマイレージ）、飯窪春菜（モーニング娘。） - ℃-uteの新曲「この街」リリースイベントNews |
| 37 | 2月21日        | - 山形で里山体験「雪かきをお手伝い／冬の郷土料理作り」 ： 矢島舞美、中島早貴（以上℃-ute）、光井愛佳、宮崎由加 - 3月2・3日パシフィコ横浜でイベント開催「どこでも野菜が育つ!?水耕栽培って何?」 ： 光井愛佳、宮崎由加 - ピーベリー2月27日リリース「キャベツ白書〜春編〜」MV撮影に密着 ： 和田彩花（スマイレージ）、鞘師里保（モーニング娘。） |
| 38 | 2月28日        | - 山形で里山体験「最上川で船下り／草木染めにチャレンジ」 ： 矢島舞美、中島早貴（以上℃-ute）、光井愛佳、宮崎由加 - 3月2・3日パシフィコ横浜でイベント開催「ももちの木が会場に登場!?／大豆のお菓子でコラボ商品／みんなで育てた落花生･大根も商品販売」 ： 譜久村聖、生田衣梨奈、鞘師里保、飯窪春菜、石田亜佑美、佐藤優樹（以上モーニング娘。）、嗣永桃子、須藤茉麻、徳永千奈美、夏焼雅（以上Berryz工房）、矢島舞美、中島早貴（以上℃-ute）、和田彩花、福田花音、竹内朱莉（以上スマイレージ）、宮崎由加 - ハロプロ卒業! 真野恵里菜ラストコンサート ： 嗣永桃子（Berryz工房）、矢島舞美（℃-ute） |
| 39 | 3月7日         | - 春の大感謝 ひな祭りフェスティバル2013「Forest For Rest SATOYAMAへ行こう」開催 - 山形ガールズ農場で学ぶ里山課外授業「田舎そばを味わう／車内でガールズトーク／りんごジュースPR写真撮影対決」 ： 矢島舞美、中島早貴（以上℃-ute）、光井愛佳、宮崎由加 |
| 40 | 3月14日        | - イベント前日の準備 ： 須藤茉麻、徳永千奈美（以上Berryz工房）、宮崎由加 - 里山の魅力を発見できるイベント「SATOYAMAへ行こう」に密着 ： モーニング娘。、Berryz工房、℃-ute、スマイレージ ほか - 田中れいなのガールズバンド「LoVendoЯ」初ステージ - ひな祭りフェスティバル2013「ハロプロ研修生新ユニットステージデビュー／ハロプロユニットが対バン形式のライブ」 - 3月13日リリース Berryz工房「アジアン セレブレイション」MV撮影に密着 |
| 41 | 3月21日        | - モーニング娘。12期メンバー「未来少女」オーディション開催 - 里山の魅力を発見できるイベント「SATOYAMAへ行こう」に密着 ： モーニング娘。、Berryz工房、スマイレージ、ハロプロ研修生ほか - ひな祭りフェスティバルも開催! Berryz工房10年目突入で涙 - 3月20日リリース スマイレージ「旅立ちの春が来た」MV撮影に密着 |
| 42 | 3月28日        | - ももちの木を里山へ植えよう ： 須藤茉麻（Berryz工房）、譜久村聖、飯窪春菜、石田亜佑美（以上モーニング娘。） - 4月3日リリース ℃-ute「Crazy 完全な大人」MV撮影に密着 - ガーデンハウスでハロプロ女子会「ミルフィーユ鍋作り／『ひな祭りフェス』トーク」 ： 須藤茉麻（Berryz工房）、譜久村聖、飯窪春菜、石田亜佑美（以上モーニング娘。） - モーニング娘。コンサートツアー2013春スタート ： 道重さゆみ（モーニング娘。） |
| 43 | 4月4日         | - ℃-ute新曲リリースイベント 9月10日に日本武道館で単独コンサート決定 - べったら漬けにする大根の収穫／大豆の収穫 ： 須藤茉麻、徳永千奈美（以上Berryz工房）、宮崎由加（Juice=Juice） - 仲良しコンビで大豆を脱穀＆ぬか漬け作り ： 和田彩花（スマイレージ）、飯窪春菜（モーニング娘。） - LoVendoЯ ファーストライブツアー初日ステージに密着 - Juice=Juice インディーズデビュー 4月3日リリース「私が言う前に抱きしめなきゃね」MV撮影 |
| 44 | 4月11日        | - 仲良しコンビの里山デート♡ ピザパーティー ： 和田彩花（スマイレージ）、飯窪春菜（モーニング娘。） - モーニング娘。4月17日リリース 両Ａ面シングル「君さえ居れば何も要らない」MV撮影に密着 - モーニング娘。コンサートツアー2013春スタート 田中れいな卒業!10期メンバー石田が語る - モーニング娘。「君さえ居れば何も要らない」MV撮影 爆笑!?生田衣梨奈のイメージ撮影 |
| 45 | 4月18日        | - 春が来た! スマイレージ竹内&中西、里山で初めての畑作業／里山で種まき ： 和田彩花、福田花音、竹内朱莉、中西香菜（以上スマイレージ） - 4月17日リリース モーニング娘。両A面シングル「ブレインストーミング」MV撮影に密着 - モーニング娘。コンサートツアー2013春 田中れいな卒業!9期メンバー生田の野望 |
| 46 | 4月25日        | - スマイレージが手巻き寿司パーティー／スマイレージ流 里山の楽しみ方 ： 和田彩花、福田花音、竹内朱莉、中西香菜（以上スマイレージ） - 期待の新人! 田﨑あさひ 2ndシングル「サクラ時計」MV撮影に密着 - 里山で綿作り! コットン製品を作ろう ： 矢島舞美、中島早貴（以上℃-ute）、飯窪春菜（モーニング娘。）、須藤茉麻（Berryz工房）、福田花音（スマイレージ）、宮崎由加（Juice=Juice） - モーニング娘。2013春ツアーも後半戦 田中れいな卒業!武道館コンサートは5月21日 ： 鈴木香音（モーニング娘。）                                                                                               |
| 47 | 5月2日         | - 里山で収穫した綿でタオルを作ろう ： 矢島舞美、中島早貴（以上℃-ute）、飯窪春菜（モーニング娘。） - Juice=Juice インディーズ1st シングル「私が言う前に抱きしめなきゃね」MV撮影に密着 - モーニング娘。祝!2作連続1位!ファン感謝イベントで・・・涙 |
| 48 | 5月9日         | - 里山で綿が収穫できた! 昔ながらのタオル作り体験 ： 矢島舞美、中島早貴（以上℃-ute）、飯窪春菜（モーニング娘。） - Juice=Juice インディーズ2nd シングル「五月雨美女がさ乱れる」MV撮影に密着 - 目指せデビュー!ハロプロ研修生総出演 春の公開実力診断テスト |
| 49 | 5月23日        | - モーニング娘。田中れいな卒業! 日本武道館ライブ - 種まきの季節がやってきた ： 中島早貴（℃-ute）、竹内朱莉、中西香菜（以上スマイレージ） - 伝説のロックフェスNAONのYAON、LoVendoЯ 初の野音ステージに密着 - ハロプロメンバー総出演! 野音プレミアムLIVEに密着、Berryz工房11月29日に日本武道館ライブ決定 |
| 50 | 5月30日        | - 里山でスイカの種まきをしよう! ： 生田衣梨奈、飯窪春菜、石田亜佑美（以上モーニング娘。） - 卒業! モーニング娘。田中れいな 加入から10年4ヵ月･･･ラストステージに密着 |
| 51 | 6月6日         | - 里山でイチゴの収穫をしよう／収穫したイチゴを差し入れ ： 中島早貴（℃-ute）、和田彩花、福田花音、竹内朱莉、中西香菜（以上スマイレージ） - Berryz工房 6月19日リリース「ゴールデン チャイナタウン」MV撮影に密着 - スマイレージ 7月3日リリース「ヤッタルチャン」MV撮影に密着 |
| 52 | 6月13日        | - SATOYAMA体験ツアー第2弾 密着! 常陸太田へ行こう ： 鞘師里保（モーニング娘。）、清水佐紀（Berryz工房）、和田彩花（スマイレージ）、光井愛佳、宮崎由加（Juice=Juice） - メロンの種まきをしよう／ほうれん草を収穫してオムレツを作ろう／昼下がりハンモックライフ ： 生田衣梨奈、飯窪春菜、石田亜佑美（以上モーニング娘。） |
| 53 | 6月20日        | - Juice=Juice 今夏メジャーデビュー決定! リーダー宮崎が涙の決意表明 - 里山ミーティング開催「先輩が教える里山の過ごし方とは!?／ハロプロメンバーが選ぶ傑作選／未公開トーク」 ： 中島早貴、鈴木愛理（以上℃-ute）、生田衣梨奈、鞘師里保、飯窪春菜（以上モーニング娘。）、竹内朱莉（スマイレージ）、宮崎由加（Juice=Juice）、[VTR出演：徳永千奈美、須藤茉麻（以上Berryz工房）、矢島舞美、岡井千聖（以上℃-ute）、譜久村聖、鈴木香音、石田亜佑美、工藤遥（以上モーニング娘。）、福田花音（スマイレージ）、光井愛佳]                                                                               |
| 54 | 6月27日        | - 里山ミーティング第2弾「ハロプロメンバーが選ぶ傑作選／先輩が教える里山の過ごし方／未公開映像／里山クイズ」 ： 中島早貴、鈴木愛理（以上℃-ute）、生田衣梨奈、鞘師里保、飯窪春菜（以上モーニング娘。）、竹内朱莉（スマイレージ）、宮崎由加（Juice=Juice）、[VTR出演： 矢島舞美（℃-ute）、光井愛佳] - 里山ざっくりキッチン ： 鞘師里保（モーニング娘。）、和田彩花（スマイレージ）、光井愛佳 |

シーズン2
| 回 | 放送日        | 放送内容 / 出演者 |
| -- | ------------- | --- |
| 55 | 2013年 7月4日 | - ハロー!プロジェクト×地域おこし協力隊 山口県屋代島（周防大島）でSATOUMIライフ満喫! ： 中島早貴、岡井千聖（以上℃-ute）、生田衣梨奈（モーニング娘。）、光井愛佳 - モーニング娘。×サンゴ再生 沖縄のSATOUMIを守ろう! ： 生田衣梨奈（モーニング娘。）、吉澤ひとみ - ℃-ute 熱狂のツアーファイナル 9月9･10日 武道館2DAYSも決定! - スマイレージ新曲リリース「新しい私になれ!」MV撮影 |
| 56 | 7月11日       | - ハロー!プロジェクト×地域おこし協力隊 周防大島「車で移動／地引き網漁を体験／タコ漁初体験／海の幸を味わう」 ： 中島早貴、岡井千聖（以上℃-ute）、生田衣梨奈（モーニング娘。）、光井愛佳 - ℃-ute新曲 7月10日リリース「アダムとイブのジレンマ」MV撮影 - ℃-ute新曲 7月10日リリース「悲しき雨降り」MV撮影 |
| 57 | 7月18日       | - ハロー!プロジェクト×地域おこし協力隊 周防大島「海の幸を堪能／田植えのお手伝い／里山里海には魅力がいっぱい」 ： 中島早貴、岡井千聖（以上℃-ute）、生田衣梨奈（モーニング娘。）、光井愛佳 |
| 58 | 7月25日       | - ハロー!プロジェクト×地域おこし協力隊 周防大島「贅沢BBQディナー／SATOYAMAマップ作り／負けたら早起き!?ハロプロ女子会」 ： 中島早貴、岡井千聖（以上℃-ute）、生田衣梨奈（モーニング娘。）、光井愛佳 - ダイヤレディー「レディーマーメイド」MV撮影 ： 菅谷梨沙子（Berryz工房）、鈴木愛理（℃-ute） |
| 59 | 8月1日        | - ハロー!プロジェクト×地域おこし協力隊 周防大島「アジ釣り＆タコ漁で朝ごはん／島暮らし満喫! 里山里海には魅力がいっぱい」 ： 中島早貴、岡井千聖（以上℃-ute）、生田衣梨奈（モーニング娘。）、光井愛佳 - 夏恒例のハロコンライブ! 全国7か所でツアー中 Hello!Project 2013 SUMMER COOL HELLO! ： ダイヤレディー、メロウクアッド、HI-FIN、ジュリン |
| 60 | 8月8日        | - ハロー!プロジェクト×地域おこし協力隊 周防大島「大量発生の海藻で名物料理はできるのか?」 ： 中島早貴、岡井千聖（以上℃-ute）、生田衣梨奈（モーニング娘。）、光井愛佳 - HI-FIN 8月7日リリース「海岸清掃男子」MV撮影 ： 中島早貴、萩原舞（以上℃-ute）、福田花音（スマイレージ）、生田衣梨奈、石田亜佑美（以上モーニング娘。） - LoVendoЯ サンフランシスコ初上陸 J-POP SUMMIT FESTIVAL 2013で熱唱 |
| 61 | 8月15日       | - ハロー!プロジェクト×SATOYAMA「トウモロコシを収穫しよう!／草刈りに奮闘／焼きトウモロコシで夏を満喫!」： 飯窪春菜、石田亜佑美（以上モーニング娘。）、竹内朱莉（スマイレージ） - メロウクアッド 8月7日リリース「エイヤサ! ブラザー」MV撮影 ： 徳永千奈美、夏焼雅（以上Berryz工房）、矢島舞美、岡井千聖（以上℃-ute） - 夏恒例のハロコンライブ「今しか観られないシャッフルユニット続々登場／SATOYAMA movement 新ユニット」 |
| 62 | 8月22日       | - ハロー!プロジェクト×地域おこし協力隊「瀬戸内のハワイ! 周防大島でフラダンス」 ： 中島早貴、岡井千聖（以上℃-ute）、生田衣梨奈（モーニング娘。）、光井愛佳 - モーニング娘。ｘ12期メンバー 未来少女オーディションNEWS - モーニング娘。新曲 8月28日リリース 「わがまま 気のまま 愛のジョーク」MV撮影 |
| 63 | 8月29日       | - モーニング娘。×12期メンバー 未来少女オーディション 衝撃の結果…該当者なし／モーニング娘。「わがまま 気のまま 愛のジョーク/愛の軍団」リリースイベント - モーニング娘。54thシングル「愛の軍団」MV撮影 - ハロー!プロジェクト×地域おこし協力隊「周防大島の郷土料理みかん鍋を食べよう／ハロプロ周防大島MAP作り／お泊りガールズトーク」 ： 中島早貴、岡井千聖（以上℃-ute）、生田衣梨奈（モーニング娘。）、光井愛佳 |
| 64 | 9月5日        | - 夏満喫! スマイレージが夏の収穫祭「カレー作り／分けつネギの定植／流しそうめん作り／天然水のカキ氷」 ： 和田彩花、福田花音、竹内朱莉、中西香菜、勝田里奈、田村芽実（以上スマイレージ） - モーニング娘。News 11年6カ月ぶり! 3作連続オリコンウィークリー1位「わがまま 気のまま 愛のジョーク/愛の軍団」 - ジュリン「ほたる祭りの日」MV撮影 ： 宮本佳林（Juice=Juice）、佐藤優樹（モーニング娘。） |
| 65 | 9月12日       | - SATOUMI movement×ビーチクリーン活動「みんなで逗子海岸をキレイにしよう」 ： 清水佐紀、夏焼雅、熊井友理奈、須藤茉麻、徳永千奈美、菅谷梨沙子（以上Berryz工房）、矢島舞美、中島早貴、鈴木愛理、萩原舞（以上℃-ute）、生田衣梨奈、石田亜佑美（以上モーニング娘。）、福田花音（スマイレージ）、田﨑あさひ - SATOUMI movement×OTODAMA2013「夏限定! 海の家でスペシャルライブ」 ： ダイヤレディー、メロウクアッド、HI-FIN、田﨑あさひ、Buono! - Juice=Juice 9月11日メジャーデビュー! 「ロマンスの途中」MV撮影に密着 - 夏満喫! スマイレージが夏の収穫祭「たこ焼き作り／流しそうめんを味わう／とれたて野菜たっぷり夏カレー／収穫したスイカを味わう」： 和田彩花、福田花音、竹内朱莉、中西香菜、勝田里奈、田村芽実（以上スマイレージ） - 3作連続オリコンウィークリーチャート1位 モーニング娘。ファン感謝祭イベント |
| 66 | 9月19日       | - Juice=Juice メジャーデビュー オリコンウィークリーチャート2位! - ハロー!プロジェクト×地域おこし協力隊「山口県周防大島の美しい里山を取り戻そう」 ： 中島早貴、岡井千聖（以上℃-ute）、生田衣梨奈（モーニング娘。）、光井愛佳 - ℃-ute武道館コンサート～たどり着いた女戦士～ 完全燃焼! ℃-ute武道館ライブ「リハーサルで初挑戦のハモリに苦戦」 - 誕生16周年! 私たちが今のモーニング娘。です「サプライズ発表! 11月28日武道館ライブ決定」 |
| 67 | 9月26日       | - ハロー!プロジェクト×地域おこし協力隊「山口県周防大島でシーカヤック体験／周防大島の絶品! ジャムを味わう／周防大島MAP作り」 ： 中島早貴、岡井千聖（以上℃-ute）、生田衣梨奈（モーニング娘。）、光井愛佳 - ℃-ute武道館ライブ! 初日に密着「オーディションから11年･･･夢のステージへ」 |
| 68 | 10月3日       | - Hello!Projectが行く埼玉の里山旅「埼玉･秩父の伝統文化にふれる／秩父神社でおもしろおみくじ／秩父の農家を訪ねる／秩父でガールズトーク」 ： 矢島舞美、中島早貴（以上℃-ute）、竹内朱莉（スマイレージ）、宮崎由加（Juice=Juice） - Berryz工房 10月2日リリース「もっとずっと一緒に居たかった」MV撮影に密着 |
| 69 | 10月10日      | - Hello!Projectが行く埼玉の里山旅「秩父名産『借金なし大豆』を収穫／秩父の郷土料理『小昼飯』／自然豊かでステキな里山･埼玉県秩父／秩父鉄道で人気の観光地･長瀞へ」 ： 矢島舞美、中島早貴（以上℃-ute）、竹内朱莉（スマイレージ）、宮崎由加（Juice=Juice） |
| 70 | 10月17日      | - Hello!Project×日帰り里山旅「長瀞の行列が出来る かき氷専門店／長瀞で大自然を体感! ライン下り／宮崎と竹内が先輩℃-uteに相談」 ： 矢島舞美、中島早貴（以上℃-ute）、竹内朱莉（スマイレージ）、宮崎由加（Juice=Juice） - ℃-ute中島サプライズ企画! 埼玉 里山旅の思い出をプレゼント ： 中島早貴、鈴木愛理（以上℃-ute） |
| 71 | 10月24日      | - サプライズ企画! ℃-ute中島＆鈴木 旅の思い出を写真集にしてプレゼント ： 中島早貴、鈴木愛理、矢島舞美、萩原舞（以上℃-ute）、竹内朱莉（スマイレージ）、宮崎由加（Juice=Juice） - Hello!Project×SATOYAMA 「Juice=Juice高木が里山に初参加」 ： 徳永千奈美、須藤茉麻（以上Berryz工房）、 生田衣梨奈、石田亜佑美（以上モーニング娘。）、宮崎由加、高木紗友希（以上Juice=Juice） |
| 72 | 10月31日      | - Hello!Project×SATOYAMA 「秋の里山でハロウィンパーティー」 ： 徳永千奈美、須藤茉麻（以上Berryz工房）、 生田衣梨奈、石田亜佑美（以上モーニング娘。）、宮崎由加、高木紗友希（以上Juice=Juice） - ℃-ute 11月6日リリース「都会の一人暮らし」MV撮影 |
| 73 | 11月7日       | - Hello!Project×日帰り里山旅「古都・鎌倉の里山へ行こう」 ： 徳永千奈美、須藤茉麻（以上Berryz工房）、 譜久村聖、飯窪春菜（以上モーニング娘。） - ℃-ute 11月6日リリース「愛ってもっと斬新」MV撮影に密着 |
| 74 | 11月14日      | - Hello!Project×日帰り里山旅「古都・鎌倉の里山へ行こう／洗ったお金が倍になる!?銭洗弁財天／鎌倉の古民家で陶芸体験」 ： 徳永千奈美、須藤茉麻（以上Berryz工房）、 譜久村聖、飯窪春菜（以上モーニング娘。） |
| 75 | 11月21日      | - Hello!Project×日帰り里山旅「江ノ電でレトロな鎌倉撮影会」 ： 徳永千奈美、須藤茉麻（以上Berryz工房）、 譜久村聖、飯窪春菜（以上モーニング娘。） - Hello!Project×里山・里海イベント「何をする?緊急ミーティング／里山のトウモロコシでポップコーン商品／家で野菜を栽培!里山種缶を作ろう」 ： 清水佐紀、須藤茉麻（以上Berryz工房）、中島早貴（℃-ute）、譜久村聖、生田衣梨奈、飯窪春菜、石田亜佑美（以上モーニング娘。）、中西香菜、竹内朱莉（以上スマイレージ）、宮崎由加（Juice=Juice） |
| 76 | 11月28日      | - Forest For Rest ～里山・里海へ行こう～ イベント速報 - Hello!Project×日帰り里山旅「プロ御用達!人気市場の鎌倉野菜／楽しい!鎌倉野菜で作る郷土料理／美味しい!鎌倉ごはん」 ： 徳永千奈美、須藤茉麻（以上Berryz工房）、 譜久村聖、飯窪春菜（以上モーニング娘。） - 鎌倉里山旅の写真集作り ： 清水佐紀、須藤茉麻（以上Berryz工房） - Juice=Juice 12月4日リリース「イジワルしないで 抱きしめてよ」MV撮影 |
| 77 | 12月5日       | - Hello!Project×地域の良さを考えるイベント「Forest For Rest ～里山・里海へ行こう～」 ： モーニング娘。、Berryz工房、スマイレージ、Juice=Juice、ハロプロ研修生 - Hello!Project×日帰り里山旅「鎌倉里山旅の写真集作り／手作り陶器が完成」 ： 清水佐紀、須藤茉麻、徳永千奈美（以上Berryz工房）、 譜久村聖、飯窪春菜（以上モーニング娘。） - Juice=Juice 2ndシングル「初めてを経験中」MV撮影 |
| 78 | 12月12日      | - 完全燃焼! Berryz工房 念願の武道館ライブに密着 - スマイレージ 12月18日リリース「ええか!?」MV撮影に密着 |
| 79 | 12月19日      | - モーニング娘。新時代到来! 秋ツアー武道館ライブに密着 - スマイレージ 15thシングル 新曲「『良い奴』」MV撮影に密着 |
| 80 | 12月26日      | - ハロプロSATOYAMA忘年会「いろんな里山＆里海活動やりました／ガールズトークで大盛り上がり／2013年はどんな年だった? 今年の漢字」 ： 清水佐紀、須藤茉麻（以上Berryz工房）、矢島舞美、中島早貴（以上℃-ute）、飯窪春菜（モーニング娘。）、宮崎由加（Juice=Juice） |

## スタッフ
- 構成：出川真弘、桜井すぺいし
- 技術：竺原功二、稗田健晴、佐々木裕也、岩澤治、田中秀幸、佐藤励二郎、金光利也、林芳成、幡川和雅
- 音響効果：小平英司（タルス）
- スタイリスト：トリイクニコ
- 編集：石川雅彦、堀内雅也（e-naスタジオ）
- MA：玉田良太、船木優（e-naスタジオ）
- 美術協力：Panasonic、ミーナ
- AD：柏木孝夫、佐熊智之、渡部裕佳
- ディレクター：太田博章、平藪直樹、成田千明
- プロデューサー：牛原隆一、國弘明子、関谷桃子、新潟竜大
- 協力：アップフロントプロモーション[2]、アップフロントエージェンシー[3]
- 製作協力：Sala
- 製作：テレビ東京、テレビ東京ミュージック

過去のスタッフ
- 技術：ワサンタ・グナティナカ
- スタイリスト：橋田知佳
- 編集：和田智昭、渡邊正宏
- 衣装協力：SHIMANO
- AD：松本直人、上田祐子、円城寺悟士
- ディレクター：佐藤智治
- プロデューサー：山科翔太郎、山田耕三、関光晴
- 協力：ナチュラルシードネットワーク

## ネット局と放送時間
| 放送対象地域 | 放送局            | 放送系列       | 放送期間                      | 放送時間           | 放送日の遅れ |
| ------------ | ----------------- | -------------- | ----------------------------- | ------------------ | ------------ |
| 関東広域圏   | テレビ東京（TX）  | テレビ東京系列 | 2012年6月7日 - 2013年12月26日 | 木曜 25:00 - 25:30 | 制作局       |
| 全国放送     | BSジャパン        | BSデジタル     | 2012年6月9日 - 2013年12月28日 | 土曜 9:30 - 10:00  | 2日遅れ      |
| 滋賀県       | びわ湖放送（BBC） | JAITS          | 2012年6月24日 - 2014年1月12日 | 日曜 23:30 - 24:00 | 17日遅れ     |

## DVD
すべてアップフロントワークスからのリリース
1. ハロー!SATOYAMAライフ Vol.1（2013年4月24日）
2. ハロー!SATOYAMAライフ Vol.2（同上）
3. ハロー!SATOYAMAライフ Vol.3（2013年6月12日）
4. ハロー!SATOYAMAライフ Vol.4（同上）
5. ハロー!SATOYAMAライフ Vol.5（2013年7月3日）
6. ハロー!SATOYAMAライフ Vol.6（同上）
7. ハロー!SATOYAMAライフ Vol.7（2013年8月14日）
8. ハロー!SATOYAMAライフ Vol.8（同上）
9. ハロー!SATOYAMAライフ Vol.9（2013年9月4日）
10. ハロー!SATOYAMAライフ Vol.10（同上）
11. ハロー!SATOYAMAライフ Vol.11（2013年10月23日）
12. ハロー!SATOYAMAライフ Vol.12（同上）
13. ハロー!SATOYAMAライフ Vol.13（2013年11月20日）
14. ハロー!SATOTAMAライフ Vol.14（同上）
15. ハロー!SATOYAMAライフ Vol.15（2013年12月4日）
16. ハロー!SATOYAMAライフ Vol.16（同上）
17. ハロー!SATOYAMAライフ Vol.17（2013年12月18日）
18. ハロー!SATOYAMAライフ Vol.18（同上）
19. ハロー!SATOYAMAライフ Vol.19（2014年2月5日）
20. ハロー!SATOYAMAライフ Vol.20（同上）
21. ハロー!SATOYAMAライフ Vol.21（2014年2月26日）
22. ハロー!SATOYAMAライフ Vol.22（同上）
23. ハロー!SATOYAMAライフ Vol.23（2014年3月19日）
24. ハロー!SATOYAMAライフ Vol.24（同上）
25. ハロー!SATOYAMAライフ Vol.25（2014年5月14日）
26. ハロー!SATOYAMAライフ Vol.26（同上）
27. ハロー!SATOYAMAライフ Vol.27（2014年5月28日）
28. ハロー!SATOYAMAライフ Vol.28（同上）
29. ハロー!SATOYAMAライフ Vol.29（2014年6月25日）
30. ハロー!SATOYAMAライフ Vol.30（同上）
31. ハロー!SATOYAMAライフ Vol.31（2014年8月6日）
32. ハロー!SATOYAMAライフ Vol.32（同上）

備考
Vol.1、Vol.2は2013年3月2日･3日パシフィコ横浜で行われたハロー!プロジェクト大感謝祭コンサート「Hello! Project 春の大感謝 ひな祭りフェスティバル 2013」会場にて先行販売された。